# Lijst van burgemeesters van Vianen
Dit is een lijst van burgemeesters van de voormalige Nederlandse gemeente Vianen in de provincie Zuid-Holland en later Utrecht.
| Ambtsperiode | Naam burgemeester                               | Partij of stroming | Bijzonderheden |
| ------------ | ----------------------------------------------- | ------------------ | -------------- |
| 1812 - 1822  | Dirk van der Vlist (ca. 1759-1825)              |                    |                |
| 1822 - 1837  | Ento Janse Mecima (1787-1849)                   |                    |                |
| 1838 - 1847  | Hermanus Marinus van Eck (ca. 1806-1857 )       |                    |                |
| 1847 - 1859  | Willem (W.) Rooseboom (1816-1881)               |                    |                |
| 1859 - 1868  | Hendrik Willem Waardenburg (1833-1900)          |                    |                |
| 1868 - 1899  | Jacobus Henricus Johannes Alers (1830-1899)     |                    |                |
| 1899 - 1908  | Aleidius Cornelis de Vries Broekman (1873-1955) |                    |                |
| 1908 - 1928  | jhr. Jan Carel Ferdinand Hoeufft (1871-1928)    |                    |                |
| 1928 - 1947  | Simon Hoogenboom (1893-1970)                    | ARP                |                |
| 1949 - 1967  | Govert Bastiaan Pellikaan                       |                    |                |
| 1967 - 1971  | Pieter (P.A.C.) Beelaerts van Blokland          | CHU                |                |
| 1971 - 1985  | Jan (J.) van Wijk                               | CHU / CDA          |                |
| 1986 - 1991  | Wim (W.) van 't Veld                            | PvdA               |                |
| 1991 - 2011  | Diny (D.A.M.) Koreman                           | PvdA               |                |
| 2011 - 2018  | Wim (W.G.) Groeneweg                            | CDA                |                |

Per 1 januari 2019 is de gemeente Vianen opgegaan in de nieuw gevormde gemeente Vijfheerenlanden.